# Explosión de natalidad

Tasa de natalidad de Estados Unidos (nacimientos por 1000 habitantes). La Oficina del Censo de los Estados Unidos define a los baby boomers como aquellos nacidos entre mediados de 1946 y mediados de 1964 (mostrados en rojo).

Explosión de natalidad (en inglés baby boom) define el fenómeno demográfico ocurrido durante el período comprendido entre 1946 y 1964 tras la Segunda Guerra Mundial y caracterizado por un incremento notable de la natalidad. Al miembro de esa generación se le conoce en el mundo anglosajón como baby boomer.
No debe confundirse con el concepto de explosión demográfica, que se refiere a una fase de la transición demográfica caracterizada por incremento de la población con la disminución de la mortalidad como causa principal.

## Definición
El concepto baby boom  suele aplicarse de forma genérica a la situación que se produce históricamente tras un periodo bélico prolongado que moviliza a la juventud masculina en los frentes de batalla, separándose de sus parejas que quedan en retaguardia. Esa forma de guerra dejó de ser característica de los conflictos bélicos a partir de la Guerra Fría, con lo que en la actualidad no se aplica del mismo modo, sino más bien a rebrotes puntuales de la natalidad debidos a otras causas (superación de crisis económicas o llegada de inmigrantes con distintos patrones de fecundidad).

### Posguerra, desarrollo económico y explosión de natalidad
Según el sociólogo Karl Zigfried, pueden existir factores de índole político-económica que disparen el fenómeno de la explosión de natalidad. A partir de estudios realizados en quince países, durante los períodos de posguerra o después de crisis económicas el número promedio de nacimientos se ha incrementado en un 22 % en países desarrollados y cerca de un 40 % en países en vías de desarrollo.
Un período de aumento repentino de la tasa de natalidad produce un rápido crecimiento de la población, así como también una leve disminución de la tasa de mortalidad por el rejuvenecimiento de la estructura por edades de la población.
Después de períodos de guerra prolongados, al normalizarse la vida en tiempo de paz en cada país, la natalidad reprimida durante los años de guerra resulta liberada con la desmovilización militar. Se trata de un fenómeno complejo que varía según los distintos países, pero que modifica sustancialmente, en pocos años, tanto la composición de la población, como la esperanza de vida de la misma. En cambio, la explosión demográfica ligada a la Revolución industrial del siglo XIX en los países desarrollados o el crecimiento demográfico de los países subdesarrollados desde la segunda mitad del siglo XX, en ambos casos obedece a causas diferentes (como la disminución de la mortalidad ligada a mejoras de alimentación o sanidad), manteniéndose la natalidad en cifras altas, posición en que ya se había estancado previamente, o incluso comenzando a descender.
En España puede identificarse un periodo similar tras la posguerra de la guerra civil española (que termina en 1939, aunque las cifras de natalidad propias de la preguerra no se recuperan hasta bien entrados los años cuarenta), y que se intensificó en los años cincuenta y se prolongó durante todo el franquismo hasta 1969, momento en el que la natalidad comienza un declive muy acentuado. Este proceso, que incrementó notablemente su población (véase evolución demográfica moderna de España) estuvo acompañado de una fuerte emigración (véase emigración en España), de modo que tiene características muy diferentes al de otros países de Europa Occidental o al de Estados Unidos. Para Francia se ha datado el periodo de 1947 a 1963.

### Repercusiones económicas

#### Primer momento: aumento del consumo y la especulación ante el aumento de la población
En un primer momento y ante el aumento de la población, en occidente, la explosión de la burbuja inmobiliaria (ligada y coincidente en el tiempo a la búsqueda de vivienda por parte de la generación del baby boom) y de ciertas formas de especulación financiera, se está traduciendo, a principios del siglo XXI, en un movimiento de capitales hacia el ámbito de los servicios de sanidad y salud privados y la especulación alimentaria (el fin de la sanidad pública con su consecuente privatización) ligado, y coincidente en el tiempo, al envejecimiento de la generación del baby boom.

#### Segundo momento: escasez de mano de obra y alza de salariosversusescasez de puestos de trabajo
El envejecimiento de la generación nacida en la explosión de natalidad puede provocar escasez de mano de obra y generar una presión al alza de los salarios. Puede por tanto aumentar la inmigración de trabajadores de países en desarrollo. La caída de la mortalidad infantil también puede afectar a la conducta, especialmente de las mujeres, que tienden a ser las principales cuidadoras de sus hijos. Cuando se reduce la fecundidad a raíz de un descenso de la mortalidad infantil, más mujeres entran en la población activa, lo que impulsa la oferta de mano de obra.
La realidad laboral en numerosos países es que el desempleo juvenil ha aumentado y las expectativas de las nuevas generaciones de jóvenes son frustradas. No hay puestos de trabajo suficientes ni de la calidad esperada. En este sentido, los jóvenes nacidos después de la explosión de natalidad encuentran un futuro incierto.